# Prodotto a duplice uso
In politica, diplomazia e controllo delle esportazioni, i beni a duplice uso sono beni, software e tecnologie che possono essere utilizzati sia per applicazioni civili che militari.
Più in generale, il duplice uso può anche riferirsi a qualsiasi bene o tecnologia in grado di soddisfare più di un obiettivo in un dato momento. Pertanto, tecnologie costose che altrimenti andrebbero a vantaggio solo degli interessi commerciali civili possono essere utilizzate anche per scopi militari, come il sistema di posizionamento globale (GPS).

## Storia
Durante la guerra fredda, gli Stati Uniti d'America e l'URSS spesero miliardi di dollari per lo sviluppo di tecnologie missilistiche che avrebbero portato l'uomo nello spazio e poi sulla Luna. La conoscenza acquisita dalla tecnologia missilistica, per scopi pacifici, servì anche per lo sviluppo tecnologico di missili balistici intercontinentali.
Con la creazione della Agenzia Internazionale per l'Energia Atomica venne formato un ente col compito di monitorare l'utilizzo delle tecniche a doppio uso nei paesi firmatari del trattato di non proliferazione nucleare, per assicurarsi che il materiale utilizzato per la fissione non sia deviato a funzioni militari. In eventi recenti, sia Iran sia Nord Corea sono stati accusati di avere armi nucleari, ma i programmi sono basati sulla tecnologia a doppio uso. 
I regimi internazionali di controllo sono associazioni informali composte dai delegati di ogni Stato che li compongono. Essi si basano su obiettivi comuni ed armonizzati. Il loro obiettivo principale è redigere delle liste di controllo dei beni strategici (i.e. prodotti a duplice uso). Tali liste vengono negoziate e concordate dai delegati, esperti in materia delle Autorità nazionali competenti in materia e da esperti di industrie private. I cambiamenti negoziati dagli esperti devono essere successivamente approvati a livello politico prima che essi possano dirsi formalmente concordati prima che possano essere recepiti e trasformati in leggi e pratiche nazionali. I regimi internazionali di controllo principali sono il Nuclear Supplier Group (istituito nel 1978, controllo materiali strategici nucleari), l'Australia Group (istituito nel 1985, controllo prodotti strategici chimici e biologici), l' MTCR (Missile Technology Control Regime, istituito nel 1987, controllo prodotti strategici in ambito missilistico), il Wassenaar Arrangement (istituito nel 1994, controllo prodotti strategici di alta tecnologia e militari standard). 
Il 28 aprile 2004, il Consiglio di sicurezza dell'ONU ha adottato la risoluzione 1540 (2004) («UNSCR 1540 (2004)»), il primo strumento internazionale che tratta in modo integrato e globale delle armi di distruzione di massa, dei relativi vettori e dei materiali connessi.
L'UNSCR 1540 (2004) ha stabilito obblighi vincolanti per tutti gli Stati al fine di impedire e dissuadere gli attori non statali dall'ottenere l'accesso a tali armi e materiali connessi. Essa ha altresì invitato gli Stati a presentare una relazione al comitato del Consiglio di sicurezza istituito dall'UNSCR 1540 (2004) («comitato 1540») sulle misure che hanno adottato o intendono adottare ai fini dell'attuazione della stessa UNSCR 1540 (2004).
Nel 2011, il Consiglio di sicurezza ha adottato la Risoluzione delle Nazioni Unite 1977, che riafferma che la proliferazione delle armi biologiche, chimiche e nucleari e dei relativi vettori costituisce una minaccia alla pace e alla sicurezza internazionali. 
Essa proroga fino al 2021 il mandato del Comitato 1540, un comitato il cui ruolo è quello di impegnarsi attivamente presso i governi e le organizzazioni pertinenti a livello internazionale, regionale e sub-regionale per promuovere la condivisione delle esperienze, delle lezioni apprese e delle pratiche efficaci nelle aree interessate dalla risoluzione UNSCR 1540.
Ad oggi la maggior parte dei paesi industriali ha controlli di esportazione su certi tipi di tecnologie designate a doppio uso. Questi controlli, richiesti anche da molti trattati, limitano l'esportazione di certe merci e tecnologie senza l'autorizzazione del governo. Negli Stati Uniti l'agenzia principale per i controlli di esportazione sulle tecnologie a doppio uso è il Reparto di Commercio, Ufficio di Industria e Sicurezza.

## Descrizione
Diversi tipi di reattori nucleari producono materiale per la fissione, come il plutonio; dopo essere stato prodotto, questo può essere usato nella ricerca per lo sviluppo di armi nucleari. Comunque, i reattori nucleari possono anche essere usati con propositi civili e pacifici: per esempio, provvedere all'elettricità di una città. Una nazione che vuole sviluppare un'arma nucleare potrebbe costruire un reattore giustificandolo attraverso propositi civili (e dopo, magari, usare il plutonio per costruire un'arma nucleare).

## Riferimenti normativi internazionali
Il Regolamento (UE) 2021/821 del Parlamento europeo e del Consiglio, del 20 maggio 2021, istituisce un regime dell’Unione di controllo delle esportazioni, dell’intermediazione, dell’assistenza tecnica, del transito e del trasferimento di prodotti a duplice uso. 
I «prodotti a duplice uso», definiti nell'articolo 2,  sono i prodotti, inclusi il software e le tecnologie, che possono avere un utilizzo sia civile sia militare e comprendono i prodotti che possono essere impiegati per la progettazione, lo sviluppo, la produzione o l'uso di armi nucleari, chimiche o biologiche o dei loro vettori, compresi tutti i prodotti che possono avere sia un utilizzo non esplosivo sia un qualsiasi impiego nella fabbricazione di armi nucleari o di altri ordigni esplosivi nucleari.
I beni duali uso possano essere commercializzati liberamente all'interno dell'UE, ad eccezione di quelli elencati nell'allegato IV del regolamento 821/2021, che sono soggetti ad autorizzazione preventiva.
Il sistema dell’Unione è allineato alle norme e agli impegni internazionali presi (vedi regimi di controllo).
Il Regolamenti Unionali si applicano immediatamente nei singoli Stati membri dell’UE, che delineano, come ovvio, un atto legislativo interno, le modalità con cui implementarlo, attuandolo, nel proprio territorio. 
Il regolamento (UE) 2021/821 prevede un miglioramento complessivo del sistema per il rafforzamento del precedente sistema di controllo delle esportazioni (Reg.UE 428/2009) e per rispondere ai rischi per la sicurezza in continua evoluzione e alle tecnologie emergenti.
Esso amplia la cooperazione tra gli Stati membri e la Commissione, imponendo obblighi specifici agli esportatori e introducendo controlli volti a prevenire la violazione dei diritti umani da parte di tecnologie di sorveglianza informatica.

## Tipologie licenze di esportazione
Il regolamento 821/2021 prevede cinque tipi di autorizzazione validi nell’intero territorio doganale dell’Unione:
1. autorizzazioni di esportazione generali dell’Unione, che riguardano determinate destinazioni in presenza di determinate condizioni. Esse comprendono l’autorizzazione per esportazioni verso Australia, Canada, Islanda, Giappone, Liechtenstein, Nuova Zelanda, Norvegia, Svizzera, Regno Unito e Stati Uniti,
2. autorizzazioni generali di esportazione nazionali, rilasciate dagli Stati membri se coerenti con le esistenti autorizzazioni di esportazione generali dell’Unione e se non riguardano l’esportazione di prodotti software e tecnologici di duplice uso a determinati paesi (allegato II G);
3. autorizzazioni specifiche, rilasciate dalle autorità nazionali e di una durata fino a due anni a un esportatore per l’esportazione di uno o più prodotti a duplice uso a un utente finale in un paese terzo.
4. autorizzazioni globali, rilasciate dalle autorità nazionali e di una durata fino a due anni a un esportatore per l’esportazione di vari prodotti, a vari paesi e utenti finali.
5. autorizzazioni per grandi progetti, ovvero, un’autorizzazione di esportazione specifica o un’autorizzazione di esportazione globale concessa a un esportatore specifico, in relazione a un tipo o a una categoria di prodotti a duplice uso che può essere valida per le esportazioni verso uno o più utenti finali specifici in uno o più paesi terzi specifici ai fini di uno specifico progetto su larga scala.